# Johanna (Toulouse)

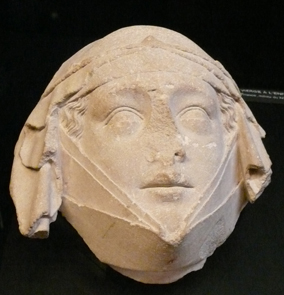
Johanna von Toulouse (Musée national du Moyen Âge, Paris)

Johanna von Toulouse (* 1220; † 20. August 1271 in Corneto bei Siena) war als einzige Tochter des Grafen Raimund VII. von Toulouse und dessen Frau Sancha von Aragón die letzte Gräfin von Toulouse und Markgräfin der Provence.
Entsprechend den Klauseln des Vertrages von Paris aus dem Jahre 1229 wurde Johanna mit dem französischen Prinzen Alfons von Poitiers, dem Bruder König Ludwigs IX., verlobt. Von da ab lebte sie am königlichen Hof in Paris, wo sie auch ihre Erziehung erhielt. Im Jahr 1241 erfolgte die Hochzeit mit Alfons, nach dem Tod ihres Vaters 1249 konnten beide dessen Erbe antreten.
Das Paar blieb kinderlos. Beide starben auf dem Rückweg vom siebten Kreuzzug in Italien an zwei aufeinander folgenden Tagen. Johanna wurde in der von ihr gegründeten Abtei Gercy (Jarcy) (heute Varennes-Jarcy) beerdigt, ihr Mann allerdings in der Basilika Saint-Denis. Der Besitz der beiden wurde als erledigtes Lehen von der Krone eingezogen und in die königliche Domäne integriert. Nur das Comtat Venaissin ging an den Papst, unter dessen Herrschaft es bis 1791 blieb.
| Vorgänger          | Amt                                                         | Nachfolger              |
| ------------------ | ----------------------------------------------------------- | ----------------------- |
| Raimund VII. (IV.) | Gräfin von Toulouse (mit Alfons von Poitiers) 1249–1271     | französische Krondomäne |
| Raimund VII. (IV.) | Markgräfin der Provence (mit Alfons von Poitiers) 1249–1271 | französische Krondomäne |

| Personendaten    | Personendaten       |
| ---------------- | ------------------- |
| NAME             | Johanna             |
| KURZBESCHREIBUNG | Gräfin von Toulouse |
| GEBURTSDATUM     | 1220                |
| STERBEDATUM      | 20. August 1271     |
| STERBEORT        | Corneto bei Siena   |